# Galeries Bartoux
Les Galeries Bartoux sont des galeries d'art contemporain.

## Historique
En 1993, Robert Bartoux, Jean-Guy Bartoux, Isabelle Bartoux inaugurent à Honfleur leur premier espace consacré à l'art contemporain. Roger Bartoux, éditeur d’art est le père de Robert et Jean-Guy Bartoux. En octobre 1970 il organise à l’hôtel Negresco à Nice la présentation du livre l' Apocalypse de saint Jean édité par Joseph Fôret et illustré par Salvador Dali. Robert Bartoux, âgé de 7 ans, est présenté à Salvador Dali.
En 1995 Les Galeries Bartoux s’agrandissent en ouvrant un nouvel espace à Saint-Paul de Vence. L’ouverture des galeries de Megève et Courchevel suivent en 1996.
Les Galeries Bartoux exposent des artistes émergents avec les l’œuvre d’autres artistes confirmés ou celles de grands maîtres. Parmi eux peuvent être notamment cités : Fred Allard, Bruno Catalano, Niki de Saint Phalle, Shepard Fairey, Tamara de Lempicka, Sam Francis, Fernando Botero, Carlos Cruz Diez, Robert Combas, Michel Bassompierre, Philippe Pasqua, Tom Wesselmann, JonOne.
À partir des années 2000 les Galeries Bartoux s’ouvrent à l’international avec une nouvelle galerie à Paris en 2003, puis New-York en 2007, Singapour en 2014, Londres en 2015, Monaco en 2018 et Miami en 2020,.
En 2008 les Galeries Bartoux organisent l’événement l’Art au Sommet à Courchevel[source insuffisante]. Le concept est d’associer art et montagne en créant un musée éphémère à ciel ouvert. L'évènement est reconduit chaque année pendant la saison hivernale[source insuffisante].
En 2009, à l’occasion de la commémoration du 20e anniversaire de la mort de Salvador Dali, les Galeries Bartoux exposent au Château de Pommard, en Bourgogne, une quarantaine d’œuvres sélectionnées parmi les sculptures et les gravures de la Fondation Gala-Salvador Dalí. Cet événement est renouvelé chaque année jusqu’en 2012. 
En parallèle, les Galeries Bartoux participent à des foires d’art internationales comme le Art stage Singapour, Urban art fair Paris[source insuffisante], Urban art fair NYC, Art Context Miami[source insuffisante] . 
En juin 2019 les Galeries Bartoux Paris située Avenue Matignon consacre l’intégralité de son espace de 500m2 à l’artiste JonOne. 
La même année Les Galeries Bartoux présentent une exposition Botero in Monaco.